# Élections législatives de 1997 dans le Territoire de Belfort
Les élections législatives françaises de 1997 se déroulent les 25 mai et 1er juin 1997. Dans le département du Territoire de Belfort, deux députés sont à élire dans le cadre de deux circonscriptions.

## Élus
| Circonscription | Député sortant          | Parti | Parti | Député élu ou réélu     | Parti | Parti |
| --------------- | ----------------------- | ----- | ----- | ----------------------- | ----- | ----- |
| 1re             | Jean Rosselot           |       | RPR   | Raymond Forni           |       | PS    |
| 2e              | Jean-Pierre Chevènement |       | PS    | Jean-Pierre Chevènement |       | MDC   |

## Résultats

### Résultats à l'échelle du département
| Parti          | Parti                              | Premier tour | Premier tour | Second tour | Second tour | Sièges |
| Parti          | Parti                              | Voix         | %            | Voix        | %           | Sièges |
| -------------- | ---------------------------------- | ------------ | ------------ | ----------- | ----------- | ------ |
|                | Mouvement républicain et citoyen   | 12 339       | 21,30        | 17 720      | 29,19       | 1      |
|                | Parti socialiste                   | 8 789        | 15,17        | 14 762      | 24,32       | 1      |
|                | Les Verts                          | 3 509        | 6,06         |             |             | 0      |
|                | Parti communiste français          | 2 849        | 4,92         | 0           |             |        |
|                | Gauche plurielle                   | 27 486       | 47,46        | 32 482      | 53,52       | 2      |
|                |                                    |              |              |             |             |        |
|                | Rassemblement pour la République   | 7 992        | 13,80        | 13 890      | 22,88       | 0      |
|                | Union pour la démocratie française | 6 043        | 10,43        | 8 346       | 13,75       | 0      |
|                | La Droite indépendante             | 1 665        | 2,87         |             |             | 0      |
|                | Droite parlementaire               | 15 700       | 27,11        | 22 236      | 36,63       | 0      |
|                |                                    |              |              |             |             |        |
|                | Front national                     | 11 236       | 19,40        | 5 979       | 9,85        | 0      |
|                | Extrême gauche dont LO, SÉGA et PT | 2 621        | 4,53         |             |             | 0      |
|                | Divers                             | 875          | 1,51         | 0           |             |        |
|                |                                    |              |              |             |             |        |
| Inscrits       | Inscrits                           | 86 425       | 100,00       | 86 406      | 100,00      | 2      |
| Abstentions    | Abstentions                        | 25 260       | 29,23        | 21 698      | 25,11       |        |
| Votants        | Votants                            | 61 165       | 70,77        | 64 708      | 74,89       |        |
| Blancs et nuls | Blancs et nuls                     | 3 247        | 5,31         | 4 011       | 6,2         |        |
| Exprimés       | Exprimés                           | 57 918       | 94,69        | 60 697      | 93,8        |        |

### Résultats par circonscription

#### Première circonscription (Belfort-Sud)
| Candidat       | Candidat                    | Parti          | Premier tour | Premier tour | Second tour | Second tour |  |
| Candidat       | Candidat                    | Parti          | Voix         | %            | Voix        | %           |  |
| -------------- | --------------------------- | -------------- | ------------ | ------------ | ----------- | ----------- |  |
|                | Raymond Forni élu           | PS             | 8 789        | 32,04        | 14 762      | 51,52       |  |
|                | Jean Rosselot sortant       | RPR            | 7 992        | 29,13        | 13 890      | 48,48       |  |
|                | Christophe Vuillemin        | FN             | 5 008        | 18,26        |             |             |  |
|                | Louis Teknayan              | Les Verts      | 1 366        | 4,98         |             |             |  |
|                | Arlette Clerc               | PCF            | 1 346        | 4,91         |             |             |  |
|                | Eliane Lacaille             | LO             | 899          | 3,28         |             |             |  |
|                | Jean-Michel Glon-Villeneuve | LDI (MPF)      | 727          | 2,65         |             |             |  |
|                | Philippe Freyburger         | GÉ             | 648          | 2,36         |             |             |  |
|                | Jacques Meyer               | PT             | 231          | 0,84         |             |             |  |
|                | Jean Bitterlin              | MÉI            | 227          | 0,83         |             |             |  |
|                | Robert Krauss               | SÉGA           | 200          | 0,73         |             |             |  |
|                |                             |                |              |              |             |             |  |
| Inscrits       | Inscrits                    | Inscrits       | 41 634       | 100,00       | 41 625      | 100,00      |  |
| Abstentions    | Abstentions                 | Abstentions    | 12 598       | 30,26        | 10 569      | 25,39       |  |
| Votants        | Votants                     | Votants        | 29 036       | 69,74        | 31 056      | 74,61       |  |
| Blancs et nuls | Blancs et nuls              | Blancs et nuls | 1 603        | 5,52         | 2 404       | 7,74        |  |
| Exprimés       | Exprimés                    | Exprimés       | 27 433       | 94,48        | 28 652      | 92,26       |  |

#### Deuxième circonscription (Belfort-Nord)
| Candidat                     | Candidat                              | Parti          | Premier tour | Premier tour | Second tour | Second tour |  |
| Candidat                     | Candidat                              | Parti          | Voix         | %            | Voix        | %           |  |
| ---------------------------- | ------------------------------------- | -------------- | ------------ | ------------ | ----------- | ----------- |  |
|                              | Jean-Pierre Chevènement sortant réélu | MDC (PS)       | 12 339       | 40,48        | 17 720      | 55,30       |  |
|                              | Michel Algrin                         | FN             | 6 228        | 20,43        | 5 979       | 18,66       |  |
|                              | Jacques Bichet                        | UDF (PR)       | 6 043        | 19,82        | 8 346       | 26,04       |  |
|                              | Jean-Jacques Mettetal                 | Les Verts      | 2 143        | 7,03         |             |             |  |
|                              | Daniel Couqueberg                     | PCF            | 1 503        | 4,93         |             |             |  |
|                              | Gérard Belot                          | LO             | 1 291        | 4,23         |             |             |  |
|                              | Christine Roussel                     | LDI (MPF)      | 938          | 3,08         |             |             |  |
|                              |                                       |                |              |              |             |             |  |
| Inscrits                     | Inscrits                              | Inscrits       | 44 791       | 100,00       | 44 781      | 100,00      |  |
| Abstentions                  | Abstentions                           | Abstentions    | 12 662       | 28,27        | 11 129      | 24,85       |  |
| Votants                      | Votants                               | Votants        | 32 129       | 71,73        | 33 652      | 75,15       |  |
| Blancs et nuls               | Blancs et nuls                        | Blancs et nuls | 1 644        | 5,12         | 1 607       | 4,78        |  |
| Exprimés                     | Exprimés                              | Exprimés       | 30 485       | 94,88        | 32 045      | 95,22       |  |
| Source : Assemblée nationale |                                       |                |              |              |             |             |  |